# Rudolf Ramm

Rudolf Ramm

Rudolf Ramm (* 23. November 1887 in Löttringhausen; † 9. August 1945 in Berlin) war ein deutscher Arzt und Politiker (NSDAP).

## Leben

### Frühe Jahre
Ramm war der Sohn eines Bauunternehmers. Er besuchte die Volksschule und das Realgymnasium in Witten an der Ruhr. Die Reifeprüfung legte er am Realgymnasium in Mannheim ab.
Nach dem Schulbesuch studierte er Medizin und Pharmazie an den Universitäten Straßburg, München und Köln. Zum Ende seines Studiums erhielt er die Approbation als Apotheker und Arzt. 1913 trat Ramm in das Infanterie-Leibregiment in München ein.

### Weimarer Republik
Ab 1921 arbeitete Ramm als Allgemeinpraktiker. Seit 1924 praktizierte er auch als Arzt der Reichsbahn.
Politisch begann er sich in den 1920er Jahren in der NSDAP zu betätigen. 1929 wurde er für diese Partei Mitglied des Stadtrates von Pirmasens. In diesem führte er die NSDAP-Fraktion.
Zum 1. Februar 1930 trat Ramm offiziell in die NSDAP ein (Mitgliedsnummer 188.829). Allerdings hatte er bereits 1929 begonnen, sich als Gauredner der Partei zu betätigen. Ebenfalls 1930 wurde Ramm Mitglied der SS (SS-Nummer 4.176). In dieser übernahm er ab 1930 Aufgaben als SS-Standartenarzt. 1932 schied er aus der SS in Zusammenhang mit deren vorübergehendem Verbot durch die Regierung aus.
1931 erwarb Ramm die in der Nähe von Pirmasens gelegene Burg Lemberg. Der Plan, in dieser eine NS-Ordensburg einzurichten, wurde nicht realisiert.
Die Pirmasenser NSDAP war untereinander stark zerstritten. In der Nacht zum 22. Juni 1931 wurde ein Sprengstoffanschlag auf Ramms Haus verübt, bei dem leichter Sachschaden entstand. Die Hintergründe des Anschlags lassen sich anhand der nur lückenhaft überlieferten Quellen nicht zweifelsfrei klären. Als wahrscheinlich gilt, dass der Anschlag durch das SS-Mitglied Fritz Berni mit Wissen Ramms organisiert wurde und als „Reklame“ für Ramm gedacht war, der kurz zuvor seinen innerparteilichen Rivalen Richard Mann als NSDAP-Ortsgruppenleiter von Pirmasens abgelöst hatte. Gegenüber der Polizei gab Ramm an, nichts über Waffen und Sprengmittel der NSDAP zu wissen, erklärte jedoch, es mit seinem Ehrbegriff als Akademiker nicht vereinbaren zu können, in solchen Fällen Anzeige zu erstatten. Zugleich belastete er einen kommunistischen Arbeiter, der für den Tatzeitpunkt ein Alibi hatte.
Von Juli 1931 bis April 1935 amtierte Ramm als Kreisleiter der Parteiorganisation der NSDAP in Pirmasens.
Bei der Reichstagswahl vom Juli 1932 wurde er für die NSDAP in den Reichstag gewählt. Diesem gehörte er zunächst bis zur Wahl vom November desselben Jahres an. Nachdem er sein Mandat bei der Novemberwahl verloren hatte, gehörte er dem Parlament knapp vier Monate lang nicht an. Bei der Wahl vom März 1933 wurde er dann erneut als Kandidat der NSDAP in den Reichstag gewählt. Diesem gehörte er diesmal bis zu der Neuwahl vom November 1933 an. Während seiner Abgeordnetenzeit stimmte Ramm unter anderem für das im März 1933 in den Reichstag eingebrachte Ermächtigungsgesetz, das zur juristischen Grundlage für die Errichtung der NS-Diktatur wurde.

### Zeit des Nationalsozialismus

#### 1934 bis 1937
Nach der Machtübertragung an die Nationalsozialisten und dem Rücktritt des geduldeten, aber entmachteten Otto Strobel wurde Ramm 1934 Oberbürgermeister von Pirmasens. Am 31. März 1937 wurde er wegen Misswirtschaft seines Amtes enthoben. Sein Nachfolger Emil Gauer wurde von der Gauleitung eingesetzt, um der „radikalen Richtung der Partei“ unter Ramm „Herr zu werden“.
Zwischen April 1937 und September 1939 ließ sich Ramm als praktischer Arzt in Neustadt an der Weinstraße nieder. Zugleich wurde er Leiter der Ärztekammer Saarpfalz, Amtsleiter der Landesstelle Saarpfalz der Kassenärztlichen Vereinigung Deutschlands sowie Gauobmann des Nationalsozialistischen Deutschen Ärztebundes (NSDÄB) im Gau Rheinpfalz. Bereits seit 1933 beziehungsweise 1934 hatte Ramm als Gauamtsleiter des Rassenpolitischen Amtes und für Volksgesundheit amtiert. 1937 war Ramm nochmals SS-Mitglied, schied jedoch aus, weil er mit dem ihm zugeteilten Rang eines Untersturmführers nicht zufrieden war.

#### Zweiter Weltkrieg
Während des Zweiten Weltkriegs avancierte Ramm zu einem gesundheitspolitischen Multifunktionär. Entscheidend für seine Karriere war ein Aufenthalt in Wien, wo er nach dem „Anschluss Österreichs“ 1938 die Vertreibung und Entrechtung der jüdischen Ärzte sowie die massenweise Vernichtung von Schriften der psychoanalytischen Vereinigungen organisierte. Dabei gehörte Ramm zu einem „pfälzischen Team“ um Reichskommissar Josef Bürckel. Im August 1939 wechselte Ramm nach Berlin, von wo aus er die Verbreitung und Durchsetzung der nationalsozialistischen Medizinideologie dirigierte. Hierbei gehörte er zum Führungszirkel um den Reichsärzteführer Leonardo Conti, dessen Beauftragter für ärztliche Fortbildung er war. Zudem leitete er das Amt Schulung und Propaganda im Hauptamt für Volksgesundheit der NSDAP und des NSDÄB und hielt Vorträge an der Führerschule der Deutschen Ärzteschaft. Im Januar 1940 übernahm Ramm die Redaktion des Deutschen Ärzteblattes; ab Mai 1941 war er Schriftleiter der NSDÄB-Zeitschrift Die Gesundheitsführung – Ziel und Weg.
Ab Oktober 1940 hatte Ramm den Lehrauftrag für ärztliche Rechts- und Standeskunde an der Berliner Universität inne. Aus seiner Vorlesung entstand die 1942 erstmals erschienene Ärztliche Rechts- und Standeskunde. Der Arzt als Gesundheitserzieher, ein „Handbuch der angewandten NS-Medizin“, in dem Ramm wie kein anderer Autor „die Grundsätze dieser Ideologie […] umfassend, offen und klar dargelegt“ habe, so der Medizinethiker Florian Bruns. In der Veröffentlichung wies Ramm mehrfach auf die Anzeigepflicht eines Arztes bei erbkranken Patienten hin, die deren Zwangssterilisierung gemäß dem Gesetz zur Verhütung erbkranken Nachwuchses zur Folge haben konnte. Vor dem Hintergrund der NS-Krankenmorde in der Aktion T4 äußerte sich Ramm zum „Problem der Euthanasie“: Menschen, die unter Erbkrankheiten litten und in ihrer Entwicklung dauerhaft beeinträchtigt seien, stellen laut Ramm eine „schwere Belastung der Volksgemeinschaft“ dar. In solchen Fällen sei, so Ramm, „aus Gründen der Menschlichkeit zweifellos die Euthanasie am Platze. Aufgabe des Ärztestandes ist es, Wegbereiter für diesen Gedanken zu sein“. In Ramms „Zur Lösung der Judenfrage“, 1941 im Deutschen Ärzteblatt veröffentlicht, ist nicht ausdrücklich von einer geplanten Ermordung der Juden die Rede, jedoch lasse der Inhalt „kaum einen anderen Schluss zu“, da Ramm andere „Lösungen“ verwerfe oder in Frage stelle, so Florian Bruns. In einem weiteren Zeitschriftenbeitrag von 1941 forderte Ramm, die „Gesamtlösung der Judenfrage in Europa“ müsse „mit der radikalen Entfernung der Juden enden“, eine Formulierung, die laut Bruns dem Begriff der „Endlösung“ sehr nahe komme.
Nach Kriegsende geriet Ramm in sowjetische Gefangenschaft. Ein sowjetisches Militärgericht verurteilte ihn unter nicht näher bekannten Umständen zum Tode. Er wurde am 9. August 1945 in Berlin erschossen.

## Ehe und Familie
Ramm war verheiratet. Aus der Ehe gingen vier Kinder hervor. Er ruht in der Familiengrabstätte auf dem Parkfriedhof Lichterfelde.

## Schriften
- Zur Histologie und Histogenese des Hirncholesteatoms. Dissertation. s.l.e.a. [1920].
- Sechs Monate ärztliche Aufbauarbeit in der Ostmark. In: Ärzteblatt für die deutsche Ostmark. Band 1, 1938, S. 219.
- Geleitwort zu: Hermann Boehm: Erbgesundheit – Volksgesundheit. Das Gesetz zur Verhütung erbkranken Nachwuchses in Grundsatz & Anwendung. Eine Einführung für Ärzte (= Standespolitische Reihe. Heft 8). Verlag der deutschen Ärzteschaft, Berlin/Wien 1939.
- Ärztliche Rechts- und Standeskunde. Der Arzt als Gesundheitserzieher. Walter de Gruyter & Co., Berlin 1942.
- Richtlinien für die weltanschauliche Schulung der Hebammenschülerinnen. 1942.